# Def Leppard Early Tours 1978–1979
Def Leppard Early Tours 1978–1979 – pierwsza trasa koncertowa grupy muzycznej Def Leppard, w jej trakcie odbyło się siedemdziesiąt jeden koncertów.

## Program koncertów według albumów

### The Def Leppard E.P.
1. „Ride Into the Sun”
2. „Rocks Off”
3. „Overture”

### On Through The Night
1. „Rock Brigade”
2. „Hello America”
3. „Sorrow Is A Woman”
4. „It Could Be You”
5. „Sattelite”
6. „When The Walls Came Tumbling Down”
7. „Wasted”
8. „Rocks Off”
9. „It Don't Matter”
10. „Answer to the Matter”
11. „Overture”

### Piosenki nie pochodzące z albumów
1. „Good Morning Freedom”
2. „Beyond the Temple”
3. „Misty Dreamer”
4. „Glad I'm Alive”
5. „(Got to) See the Lights”
6. „Heat Streat”
7. „War Child”
8. „World Beyond the Sky”

### Covery innych wykonawców
1. „Doctor, Doctor” (UFO)
2. „Only You Can Rock Me” (UFO)
3. „Jailbreak” (Thin Lizzy)
4. „Emerald” (Thin Lizzy)
5. „Rosalie” (Thin Lizzy)
6. „The Boys Are Back in Town” (Thin Lizzy)
7. „Hot Blooded” (Foreigner)
8. „Suffragette City” (David Bowie)
9. „Pretty Vacant” (Sex Pistols)
10. „Whole Lotta Rosie” (AC/DC)
11. „Problem Child” (AC/DC)
12. „Sin City” (AC/DC)
13. „T.N.T.” (AC/DC)
14. „Powerage” (AC/DC)

## Lista koncertów
1. Grudzień 1977 – Sheffield, Anglia – Stag Works
2. 18 lipca 1978 – Sheffield, Anglia – Westfield School
3. 16 sierpnia 1978 – Sheffield, Anglia – 28th Sheffield Show
4. 11 września 1978 – Sheffield, Anglia – The Limit Club
5. Wrzesień 1978 – Barnsley, Anglia – Reform Club
6. Wrzesień 1978 – Sheffield, Anglia – The Limit Club
7. Październik 1978 – Sheffield, Anglia – Broadfield Hotel Pub
8. 21 grudnia 1978 – Rotherham, Anglia – Clifton Hall
9. 24 stycznia 1979 – Sheffield, Anglia – Dialhouse Club
10. 25 stycznia 1979 – Sheffield, Anglia – Penthouse
11. 27 stycznia 1979 – Crowle, Anglia – Community Centre
12. 28 stycznia 1979 – Rotherham, Anglia – Dickens Inn
13. 8 lutego 1979 – Sheffield, Anglia – Wapentake Club
14. 28 lutego 1979 – Sheffield, Anglia – Polytechnic
15. 3 marca 1979 – Liverpool, Anglia – Oscars
16. 16 marca 1979 – Manchester, Anglia – Miner's Welfare Club
17. 17 marca 1979 – Woombwell, Anglia – Reform Club
18. 19 marca 1979 – Worsborough Dale, Anglia – Workingsmen's Club
19. 10 maja 1979 – Leeds, Anglia – Radio Leeds Studios
20. 19 maja 1979 – Sheffield, Anglia – Middlewood Club
21. 23 maja 1979 – Worsborough Dale, Anglia – Workingsmen's Club
22. Maj 1979 – Sheffield, Anglia – Dialhouse Club
23. 28 maja 1979 – Hull, Anglia – Fairview Studios
24. 29 maja 1979 – Hull, Anglia – Fairview Studios
25. 2 czerwca 1979 – Sheffield, Anglia – Dialhouse Club
26. 5 czerwca 1979 – Sheffield, Anglia – Crookes Workingmen's Club
27. 12 czerwca 1979 – Sheffield, Anglia – Hallam University
28. 18 czerwca 1979 – Sheffield, Anglia – High Green Liberal Club
29. 23 czerwca 1979 – Manchester, Anglia – Manchester University
30. 25 czerwca 1979 – Leeds, Anglia – Leeds University
31. 26 czerwca 1979 – Sheffield, Anglia – Crookes Workingsmen's Club
32. 30 czerwca 1979 – Manchester, Anglia – Manchester University
33. 7 lipca 1979 – Retford, Anglia – Porterhouse
34. 23 lipca 1979 – Woombwell, Anglia – Reform Club
35. 26 lipca 1979 – Retford, Anglia – Porterhouse
36. 27 lipca 1979 – Middlesbrough, Anglia – Rock Gardens
37. 10 sierpnia 1979 – Newcastle, Anglia – Mayfair
38. 17 sierpnia 1979 – Newport, Anglia – The Village
39. 30 sierpnia 1979 – Chesterfield, Anglia – Fusion Hall
40. 31 sierpnia 1979 – Burton, Anglia – 76 Club
41. 1 września 1979 – Sheffield, Anglia – 29th Sheffield Show
42. 4 września 1979 – Blackpool, Anglia – Norbeck Castle Hotel
43. 5 września 1979 – Bolton, Anglia – Swan Hotel Pub
44. 7 września 1979 – Wolverhampton, Anglia – Lafayette Club
45. 8 września 1979 – Cromer, Anglia – West Runton Pavillion
46. 13 września 1979 – Newcastle, Anglia – Mayfair
47. 14 września 1979 – Manchester, Anglia – Free Trade Hall (support Sammy'ego Hagara)
48. 15 września 1979 – Birmingham, Anglia – Birmingham Odeon (support Sammy'ego Hagara)
49. 16 września 1979 – Londyn, Anglia – Hammersmith Odeon (support Sammy'ego Hagara)
50. Wrzesień 1979 – Londyn, Anglia – Olympic Studios
51. 28 września 1979 – Scraptoft, Anglia – Student Union Building
52. 29 września 1979 – Nottingham, Anglia – Nottingham Boat Club
53. 2 października 1979 – Londyn, Anglia – Imperial College
54. 4 października 1979 – Wolverhampton, Anglia – Wolverhampton Civic Hall (z udziałem Slade)
55. 5 października 1979 – Middlesbrough, Anglia – Rock Gardens
56. 6 października 1979 – Norwich, Anglia – University of East Anglia (z udziałem Slade)
57. 12 października 1979 – Aberavon, Walia – 9 Volts Club
58. 13 października 1979 – Nottingham, Anglia – Nottingham University (z udziałem Slade)
59. 15 października 1979 – Birkenhead, Anglia – Hamilton Club
60. 26 października 1979 – Newcastle, Anglia – Mayfair Ballroom
61. 27 października 1979 – Glasgow, Szkocja – Apollo Glasgow
62. 28 października 1979 – Glasgow, Szkocja – Apollo Glasgow
63. 29 października 1979 – Manchester, Anglia – Manchester Apollo
64. 30 października 1979 – Manchester, Anglia – Manchester Apollo
65. 1 listopada 1979 – Londyn, Anglia – Hammersmith Odeon
66. 2 listopada 1979 – Londyn, Anglia – Hammersmith Odeon
67. 3 listopada 1979 – Londyn, Anglia – Hammersmith Odeon
68. 5 listopada 1979 – Liverpool, Anglia – Liverpool Empire Theatre
69. 6 listopada 1979 – Liverpool, Anglia – Liverpool Empire Theatre
70. 8 listopada 1979 – Stafford, Anglia – New Bingley Hall
71. 9 listopada 1979 – Leicester, Anglia – De Montford Hall